# Akademie výtvarných umění v Praze

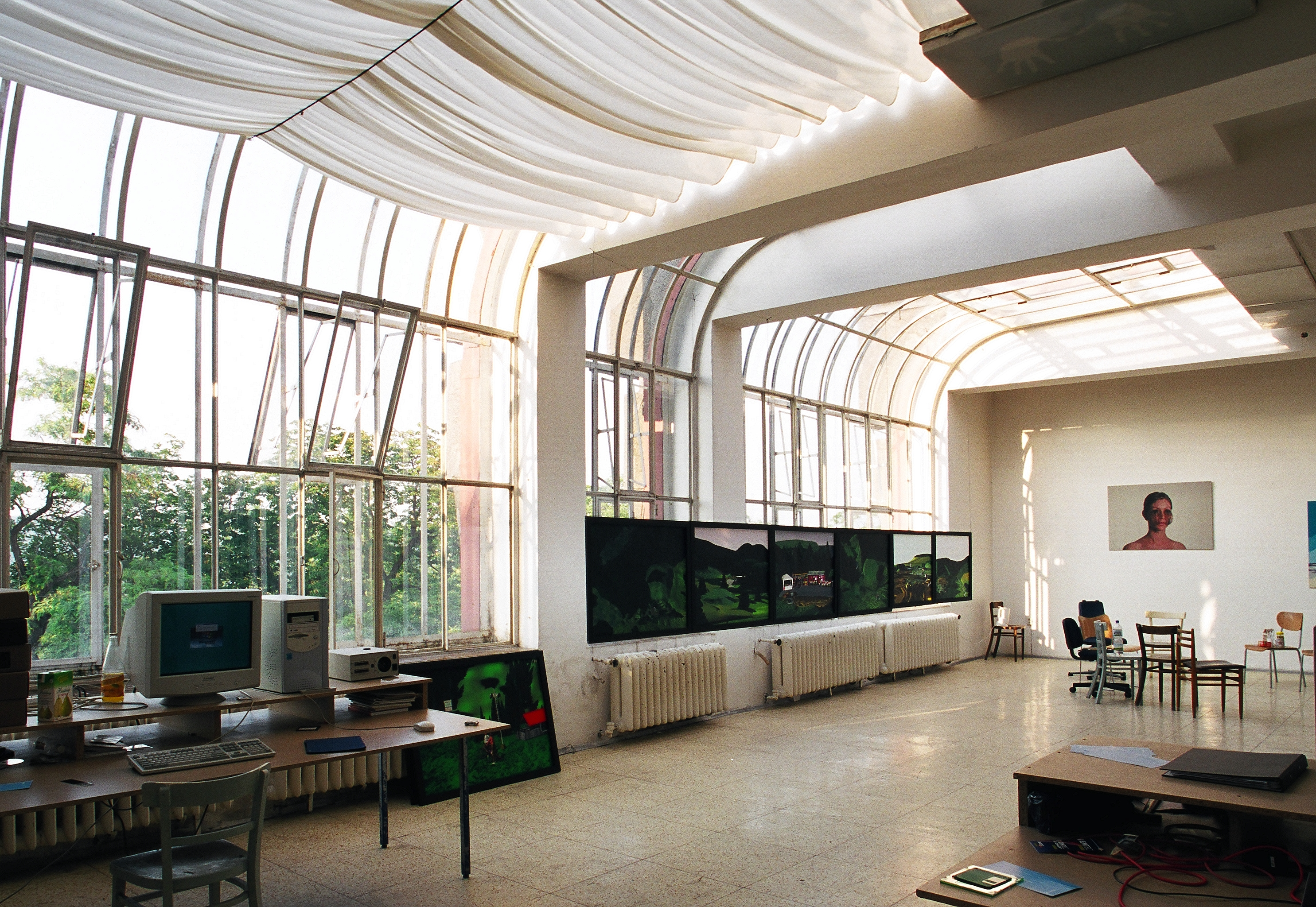
Ateliér AVU

Akademie výtvarných umění v Praze (AVU) je veřejná univerzitní vysoká škola a je nejstarší uměleckou školou v českých zemích.
AVU je vysokou školou uměleckého zaměření. Uskutečňuje magisterské a doktorské studijní programy v oblasti výtvarného umění a poskytuje vysokoškolské vzdělání v oborech malířství, sochařství, kresby a grafiky, intermediální tvorby, nových médií, restaurování uměleckých děl malířských a sochařských a architektonické tvorby. V souvislosti s tím rozvíjí uměleckou, vědeckou a výzkumnou, vývojovou a další tvůrčí činnost a podílí se na celoživotním vzdělávání. AVU je zároveň i významnou kulturní institucí, která se v duchu tradic spolupodílí na formování a rozvoji kultury a společnosti.

## Historie
Dne 10. září roku 1799 byla založena AVU dekretem, který vydal císař František I. Vyučovat se začalo následujícího roku 1800. Prvním ředitelem byl německý rytec Josef Bergler (1753–1829) a od roku 1836 to byl již Čech, profesor František Tkadlík, někdy se uvádí také jako Kadlík. V roce 1896 byla AVU reformována a zestátněna, dekretem z roku 1922 byla uznána jako první státní vysoká umělecká škola. U jejího vzniku stála také Společnost vlasteneckých přátel umění, jež chtěla zajistit kvalitní umělecké vzdělání českým studentům z Čech, Moravy a rakouského Slezska, kteří do té doby museli dojíždět do Vídně či Mnichova.

### AVU a Josef Hlávka
Od roku 1885 sídlila škola ve velmi stísněných podmínkách v budově Uměleckoprůmyslové školy Na rejdišti a na Eliščině třídě. K tomu nastala situace, kdy se Společnosti vlasteneckých přátel začalo nedostávat finančních prostředků na vydržování akademie a té hrozil zánik. V oné době je členem rozpočtového výboru společnosti Josef Hlávka, který se hned s nevšední energií pouští do záchrany této významné školy. V roce 1885 hovoří ve Vídni s ministrem školství, kterého přesvědčí, že je nutné, aby akademii převzal stát, a zároveň že je nutné ji rozšířit o dva profesory, se kterými již zahájil jednání. Ministr se tváří velmi ochotně. Na školu jsou tedy povoláni Václav Brožík a Vojtěch Hynais jako noví dva profesoři, o jejichž nutnosti se Hlávka ministrovi zmiňoval a se kterými měl ono předběžné jednání.
Nastaly však problémy. Ani ne tak s Brožíkem, jako s Hynaisem. Oba umělci se nacházeli v Paříži a oba zprvu nabídku nadšeně přijali. Záležitosti kolem zestátnění akademie se však táhly, a hlavně, Hynais se cítil rozčarován, i když důvody valné neměl. Byli sice oba zatím jmenováni formálně, ale Hlávka spolu s hrabětem Buquoyem hradil jejich platy. Navíc Hlávka začíná plnit i Hynaisův požadavek mít v Praze takový ateliér jako v Paříži. Veškeré handrkování kolem Hynaise má příchuť určité trapnosti a budí dojem, že Hynais svoji nerozhodnost - Paříž s nejistotou umělce na volné noze nebo Prahu s pevným, jistým příjmem - maskuje různými podmínkami, oddalováním a liknavostí. Jeho neserióznost se nejvíce projevila právě kolem stavby zmíněného ateliéru. Zemský výbor na Hlávkovu žádost propůjčil Pavilón umění na okraji Stromovky – pozůstatek z Jubilejní výstavy - a povolil jeho přestavbu na ateliér. Hlávka pověřuje architekta Bělského, aby vypracoval plány na přestavbu podle přání Hynaise. Když však jsou plány Hlávkovi předloženy, musí konstatovat, že to Hynais přehnal. Splnit jeho dispozice by znamenalo, že z budovy nezbude téměř nic, což by magistrát nedovolil - a i kdyby, vyšlo by to nastejno jako postavit budovu novou. Hlávka proto rázně řeší celou věc dle vlastního uvážení. Spolu s Janem Bělským a prof. Maxmiliánem Pirnerem zhotovuje několik variant plánů možné přestavby a s obšírným dopisem je zasílá Brožíkovi a Hynaisovi do Paříže k vyjádření připomínek, a to 31. července 1893. Odezva žádná. Hlávka v domnění, že snad dopis nedošel, píše nový. Přestože ateliér měl sloužit oběma malířům, Brožík nechal jednat vehementněji se prosazujícího a umíněného Hynaise. Když však zjišťuje jeho neserióznost, bleskově Hlávkovi zasílá nejdůležitější připomínky s tím, že zbytek bude následovat. Nenásleduje. Brožík onemocněl a Hynais ve své nerozhodnosti nenapíše zoufalému Hlávkovi ani řádku. Ten však už nemůže čekat, ve hře je příliš mnoho, nemluvě o značné sumě, kterou do přestavby pavilónu investoval spolu s hrabětem Buquoyem, protože Společnost vlasteneckých přátel peníze nemá. Dává tedy pokyn k zahájení prací. Přestože má s Hynaisem takové problémy, odděluje je od názoru na jeho umělecké kvality. Ví, že pro akademii by byl tento umělec ziskem. Ten konečně do Prahy přijede, a to 9. ledna 1894. Hynais, ač se na několikerou prosbu Hlávkovu z Paříže neozýval, teď chce do všeho zasahovat a přirozeně naráží. Uraženě trucuje a vyhrožuje, že se vrátí do Paříže. Nakonec se ale vody uklidní a před zahájením školního roku I894/95 se jak Hynais tak Brožík mohou stěhovat do nového ateliéru, který nakonec slouží celých osm let oproti předpokládaným dvěma. Těch osm dlouhých let totiž trvá Hlávkův boj o postavení akademie samé, což komentuje slovy, že mu akademie vzala kus života. Tři roky se musí handrkovat s městským úřadem o vyhlédnutý pozemek, protože ten zde má v plánu zřídit veřejné sady. Hlávka dokazuje, že si akademie a sady nijak nebudou překážet, spíš naopak - bude to zpřístupnění galérie školy - leč marně. Obrat k lepšímu nastává až tehdy, kdy je akademie konečně zestátněna. Městská rada nyní pozemek uvolňuje a tak v letech 1898–1902 vyrůstá na Letné proti obecné škole jednoduchá funkční stavba se střídmou secesní fasádou - architekt Václav Roštlapil. „Hlávkovi patří největší dík za to, s jakou obětavostí a neúnavností se o věci akademie bral,“ vyslovuje názor J. V. Myslbek.

## Sídlo AVU

### Hlavní budova

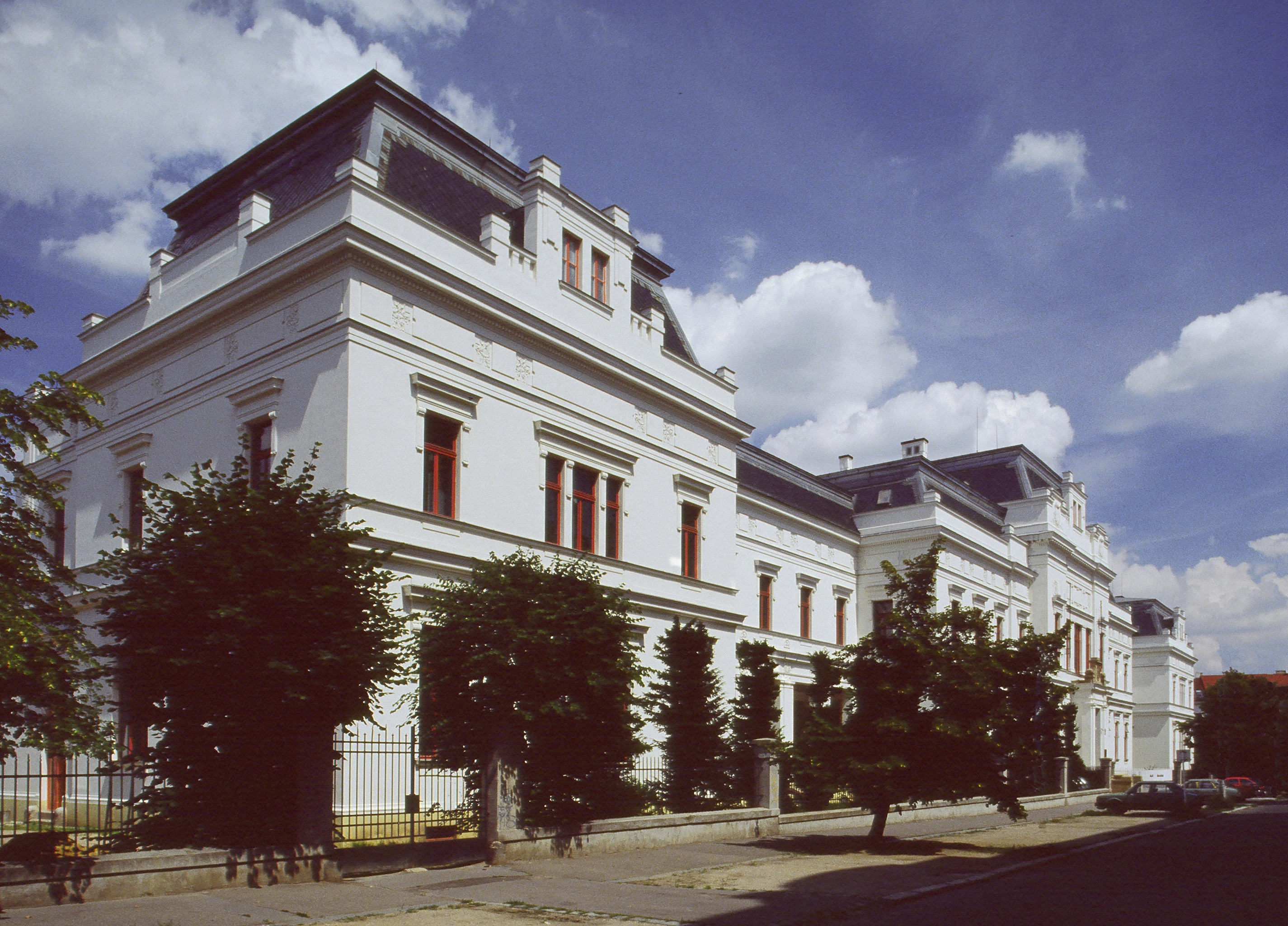
Hlavní budova AVU

Škola sídlí v budově postavené v secesním slohu, někdy nazývaném též secesní barok, autorem budovy je Václav Roštlapil Projekt pochází z let 1897 až 1903, generální rekonstrukcí budova prošla roku 1998. V budově se nachází unikátní interiér školní knihovny, jejímž autorem je Jan Kotěra. Objekt je registrovanou kulturní památkou. Adresa, lokace budovy je v Holešovicích u Stromovky, U Akademie 172.

### Škola architektury
Nachází se v těsném sousedství hlavní budovy. Autory budovy jsou Jan Kotěra a Josef Gočár. Vybudována byla v letech 1922–1924. Sídlí v ní nyní ateliér architektury, Digilab a Ateliér nových médií. Objekt je registrovanou kulturní památkou.

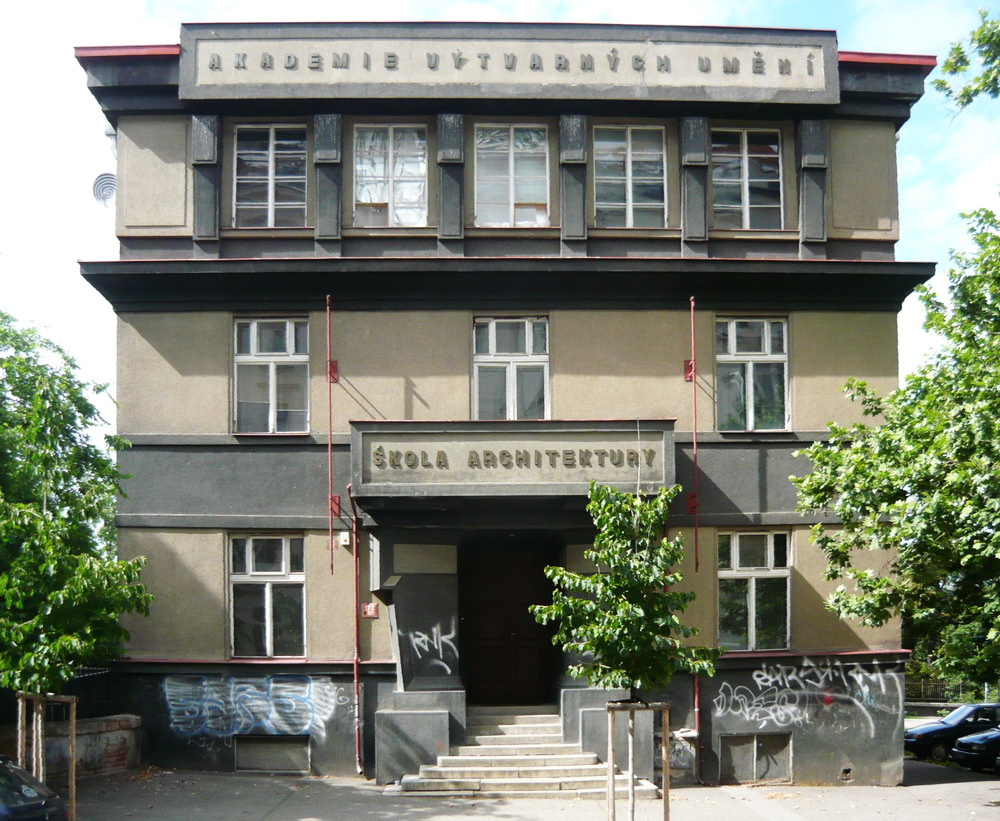
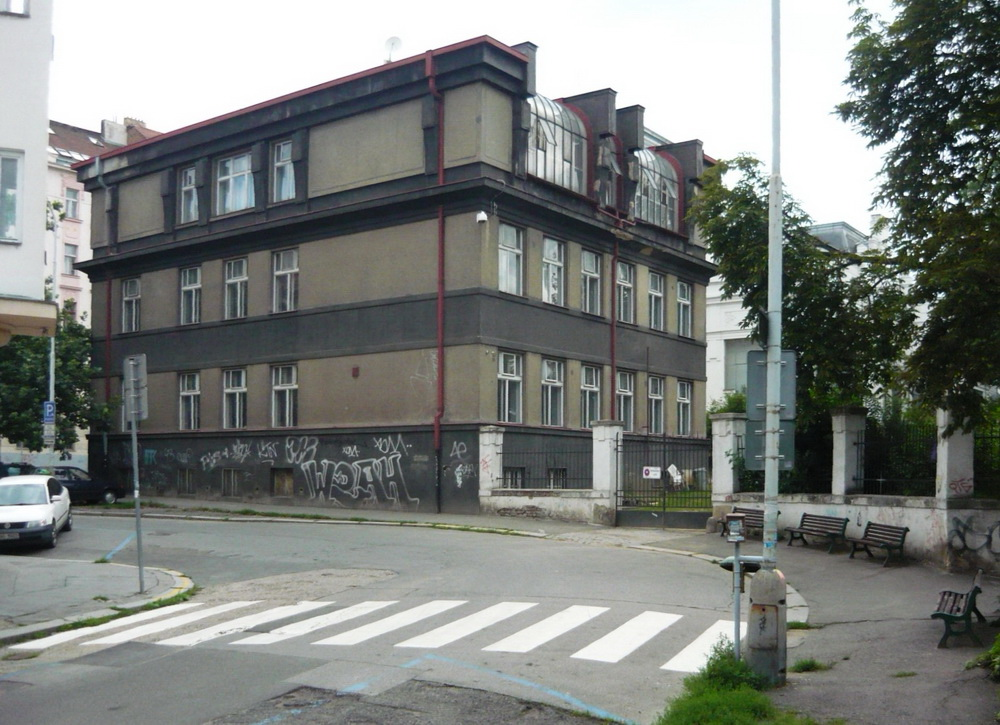

### Moderní galerie
Budova se nachází v areálu Výstaviště Praha. Byla postavena roku 1891, v rámci celonárodní hospodářské přehlídky, která nesla název Jubilejní zemská výstava. Architektem byl Antonín Wiehl. Její soudobou obnovu, úpravu a rozvoj navrhli architekti Zdeněk Jiran a Michal Kohout (2003). Realizaci obnovy a úpravy Moderní galerie zachytil Pavel P. Ries ve svém časosběrném TV dokumentu Tradice a historická kontinuita. V Moderní galerii sídlí v současnosti grafické dílny, ateliér restaurování malířských děl, ateliér restaurování sochařských děl a plastik a ateliér grafiky. Probíhají v ní také hodiny večerního kreslení. nad jejím vchodem je umístěna kamenná děkovná deska k mecenáši Josefu Hlávkovi.

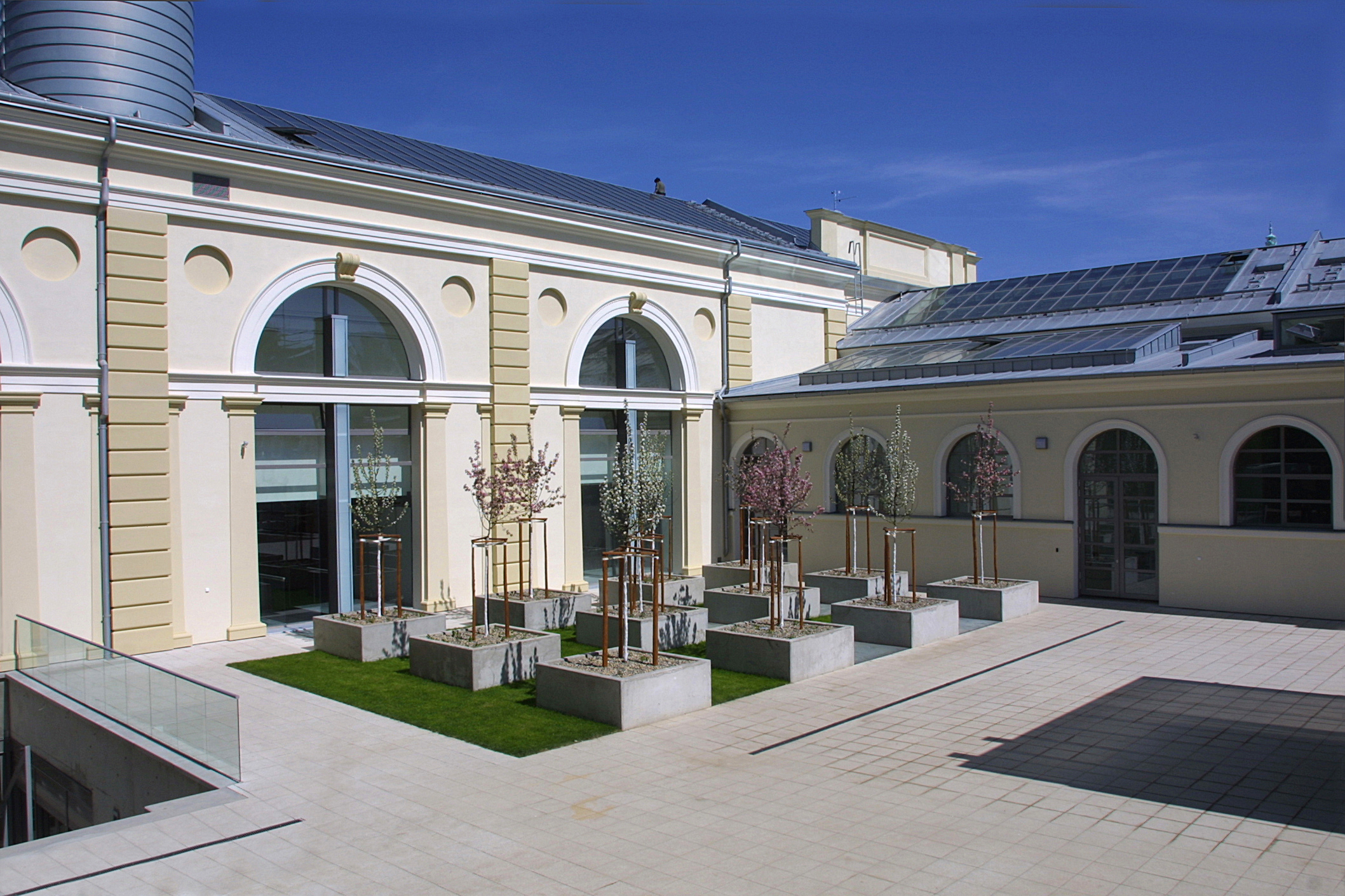
Moderní galerie AVU
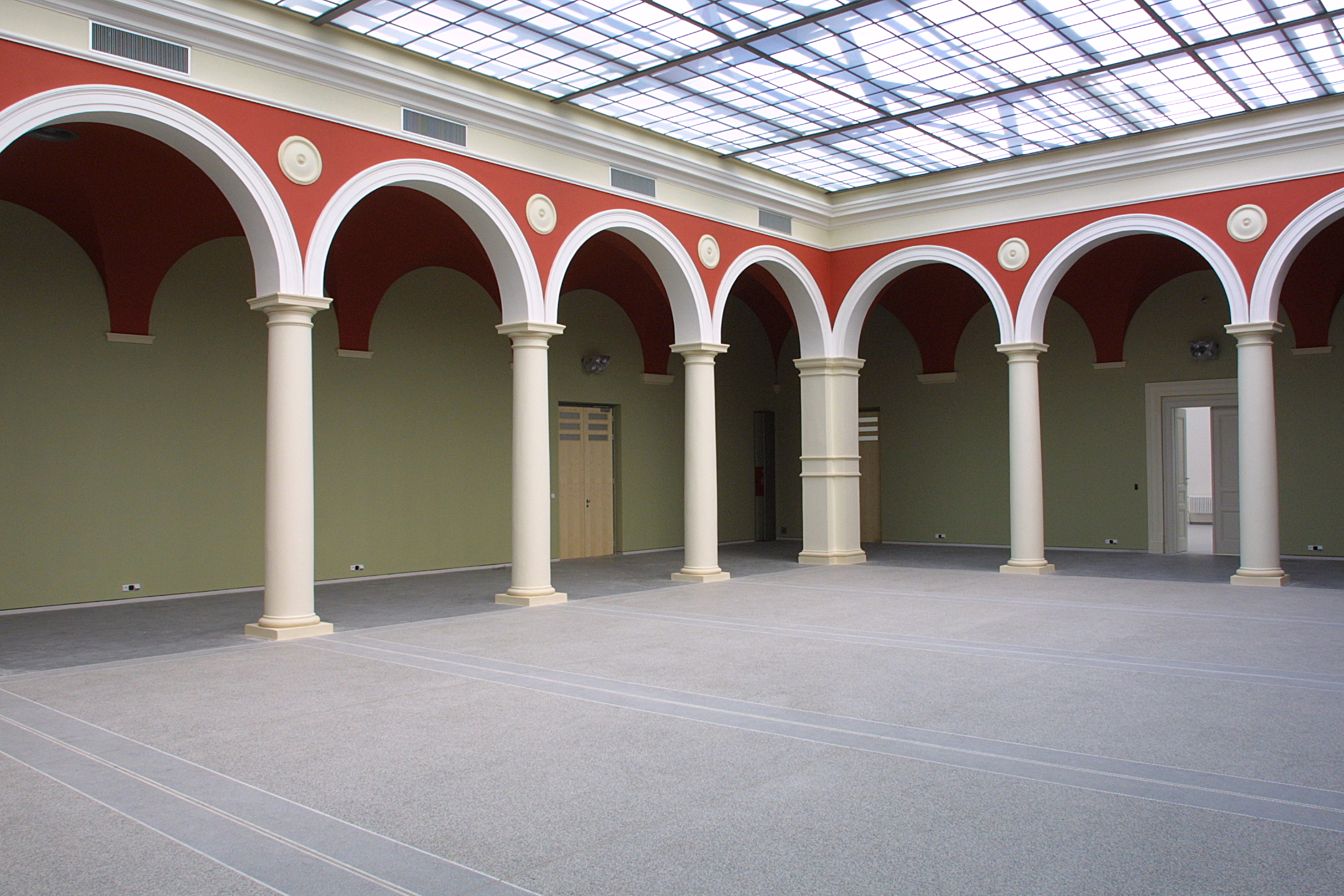
Interiér Moderní galerie AVU

### Šalounův ateliér na Vinohradech („Šaloun“)
Výtvarný ateliér na Vinohradech slouží pedagogům hostujícím na Akademii výtvarných umění v Praze. Je to původní ateliér význačného českého sochaře Ladislava Šalouna. Po vítězné soutěži na pomník Mistra Jana Husa pro Staroměstské náměstí, se sochař Ladislav Šaloun rozhodl postavit k tomu účelu zcela nový ateliér podle vlastního návrhu. Zahrnoval: velký a malý ateliér, salon, slováckou jizbu, jejím autorem byl Dušan Jurkovič, vestibul, zázemí i byt pro hlídače a také nezbytný okultistický sklep. Objekt je registrovanou kulturní památkou.

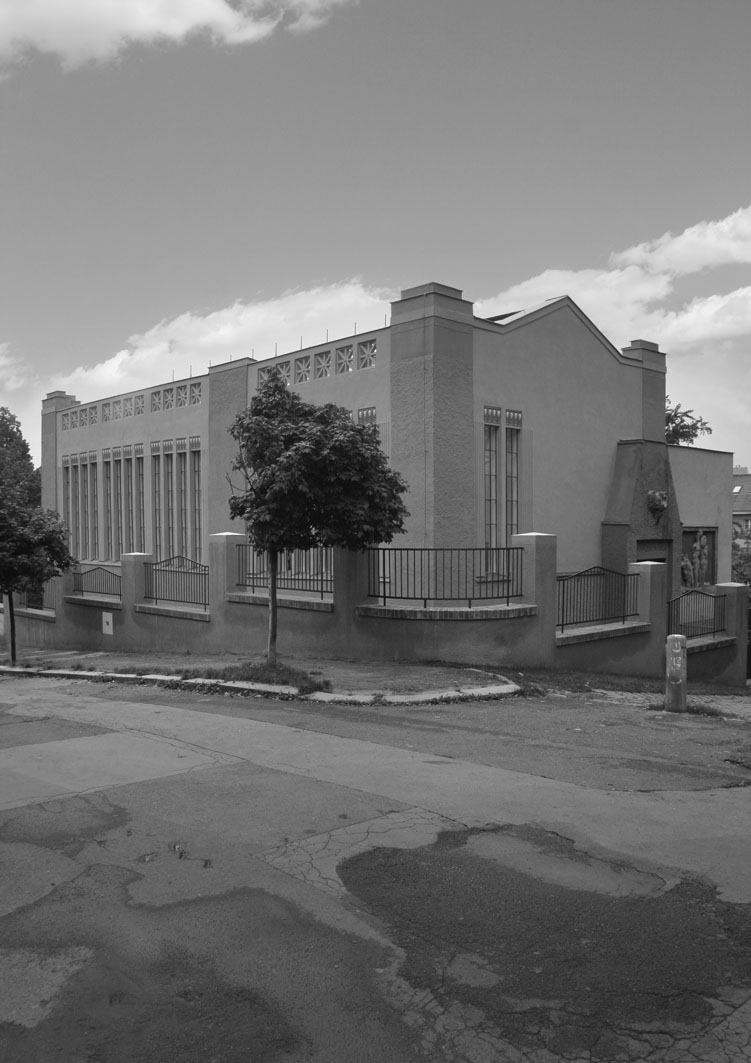
Šalounův ateliér AVU
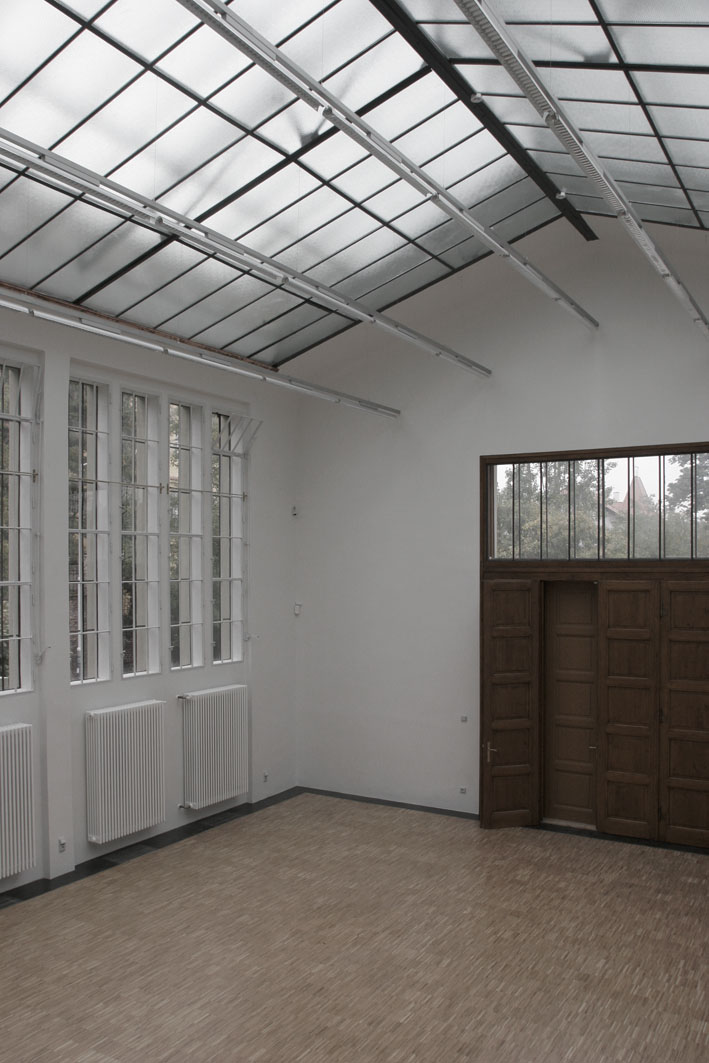
Interiér Šalounova ateliéru
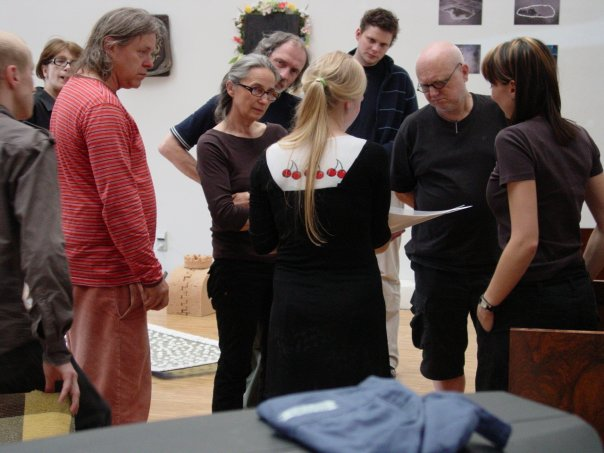
Klauzury v Šalounově ateliéru 2008

### Ateliér v Zajícově ulici („Zajícovka“)
Byl postaven roku 1902 pro potřeby výstavy a pobytu umělce Augusta Rodina v Praze. Slouží jako přípravná škola kresby a modelování pro první ročníky AVU. Objekt je registrovanou kulturní památkou.

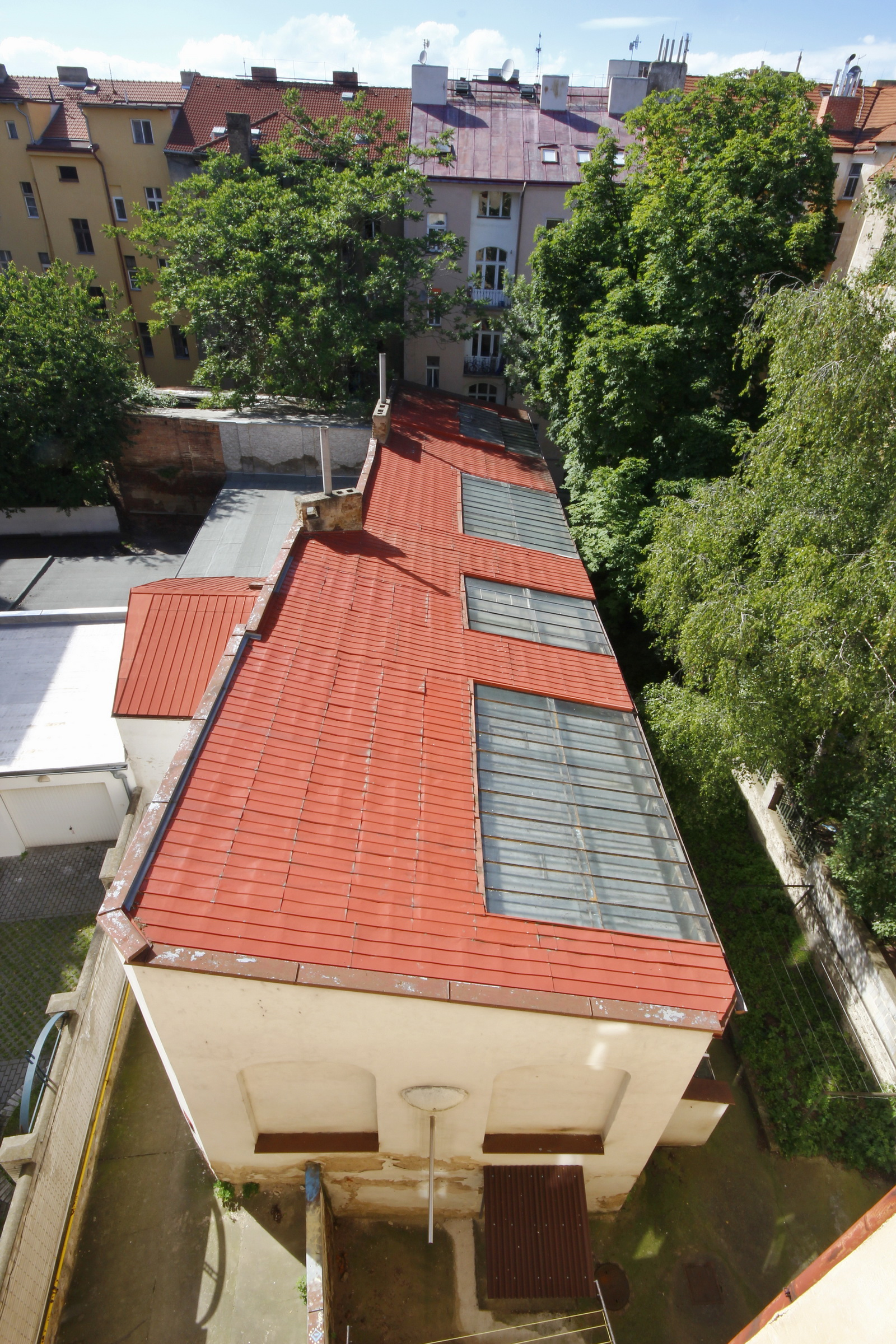
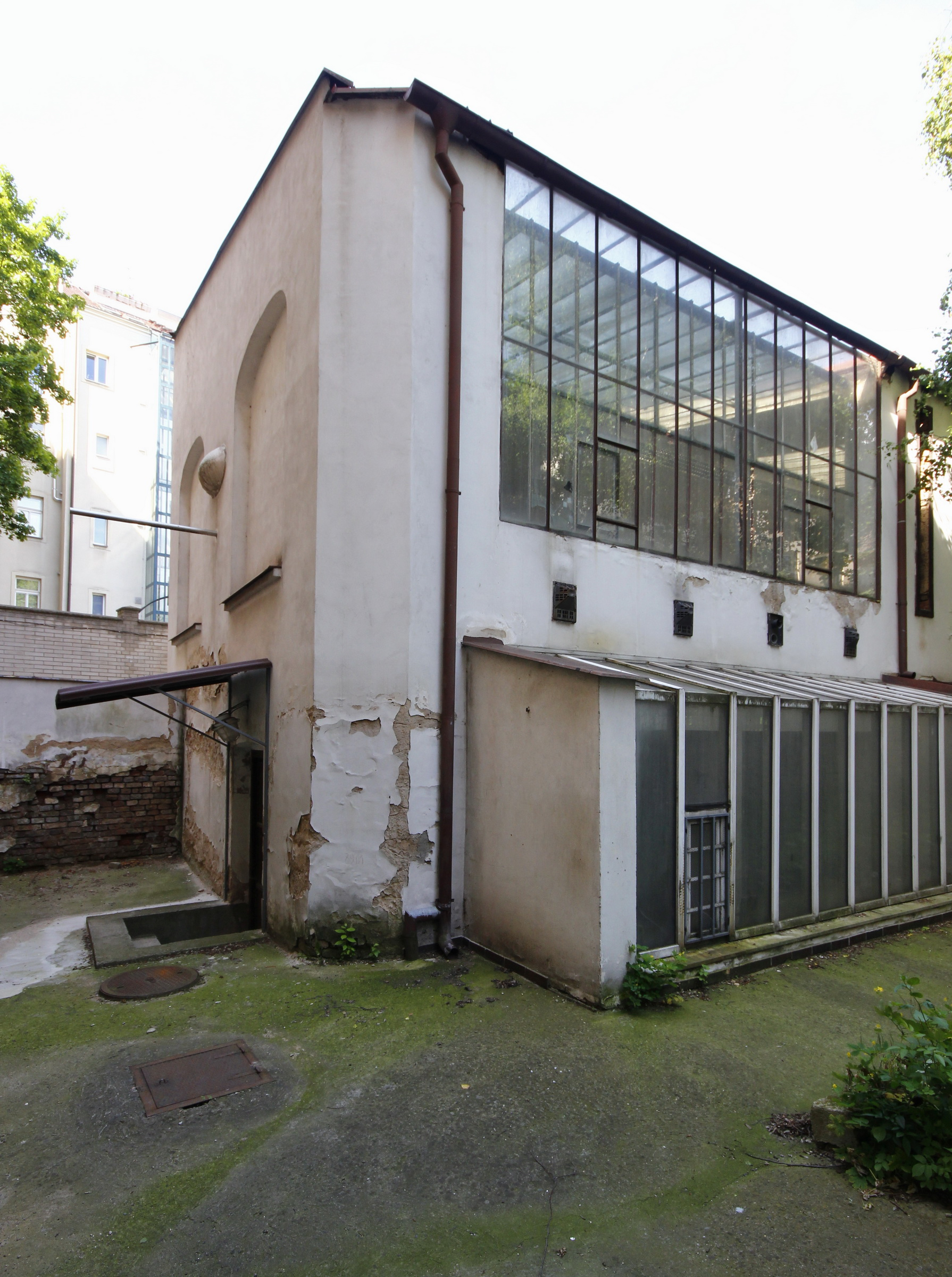
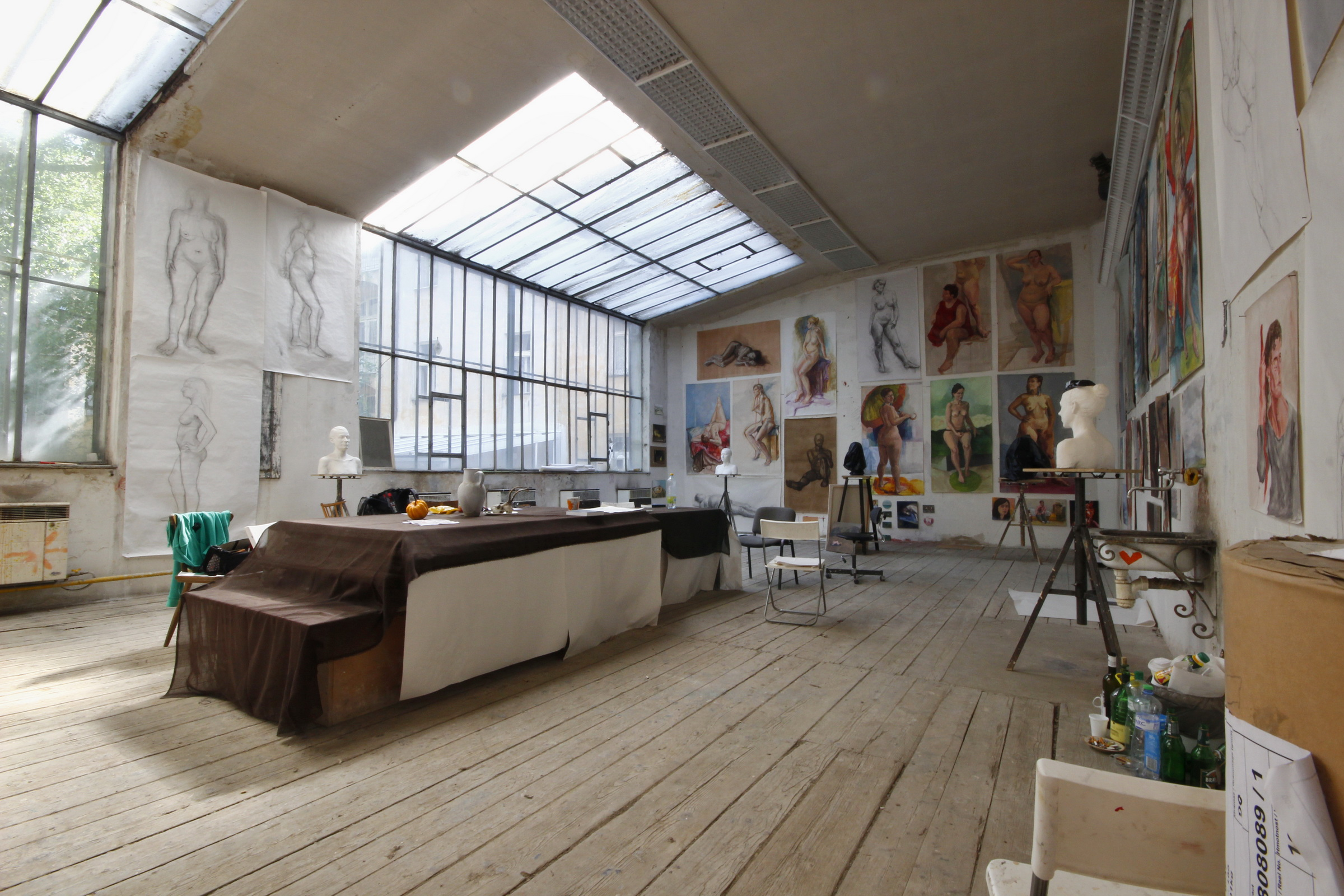
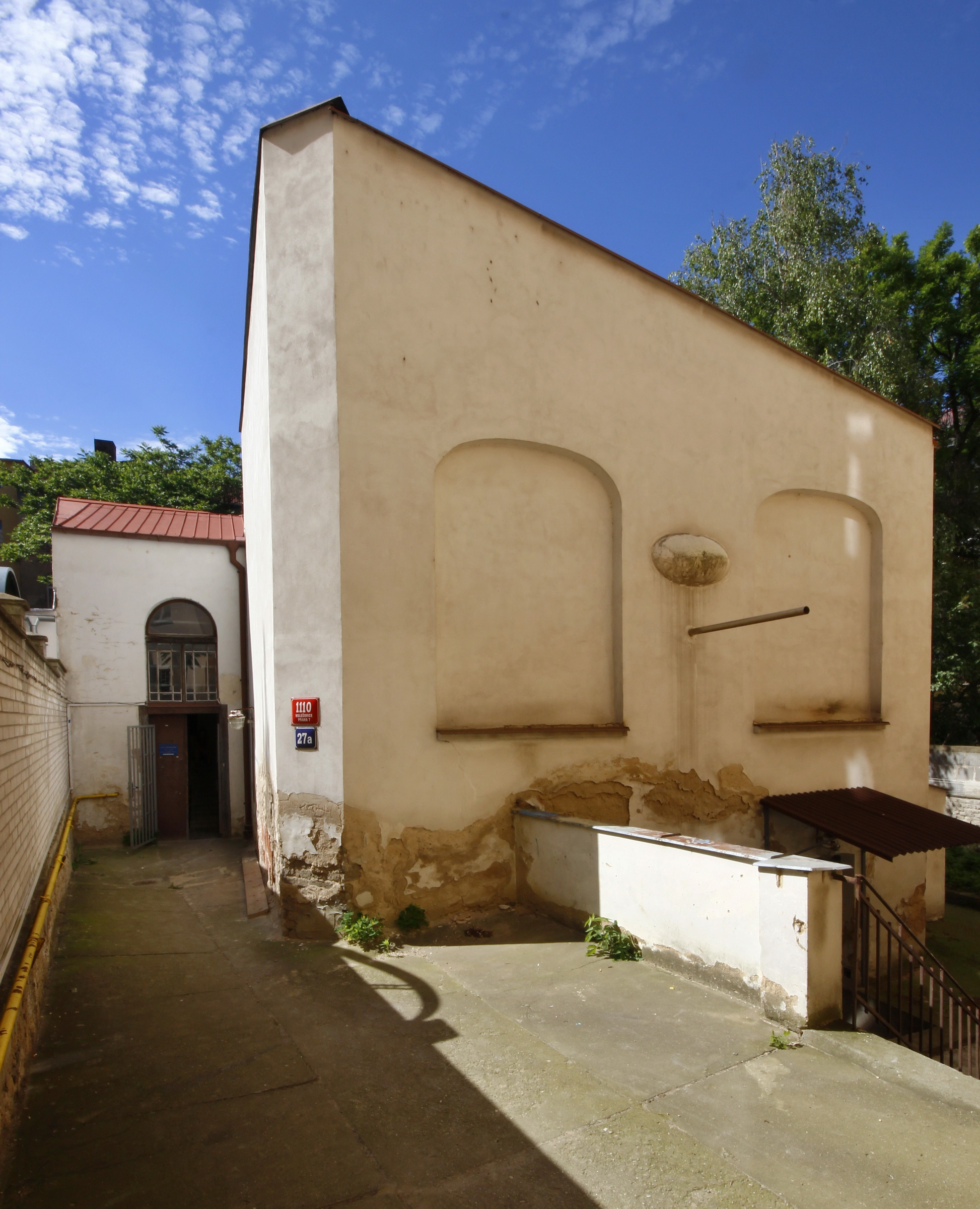

## Akademické symboly
AVU používá vlastní znak s emblémem AVU (stylizovaný heraldický český dvouocasý lev ve skoku s modrými srdíčky na končetinách, hlavě a největším na hrudi) a textem „Akademie výtvarných umění v Praze“, jehož autorem je Milan Knížák. Ten je autorem také talárů profesorů, rektora a pedela, které se používají při imatrikulaci nových studentů a promoci diplomantů. Podoba talárů je strohá, geometrická, ovlivněná gotickými vzory, převážně rektorův talár je výrazně geometrický, což vyjadřuje poselství univerzality a celosvětového řádu. Rektora volí akademický senát každé tři roky.

## Seznam rektorů po roce 1880
- 1880–1881: Antonín Lhota
- 1882–1887: František Sequens
- 1890–1893: František Sequens
- 1893–1894: Václav Brožík
- 1894–1895: Vojtěch Hynais
- 1899–1900: Vojtěch Hynais
- 1901–1902: Vojtěch Hynais
- 1903–1904: František Ženíšek
- 1911–1912: Maxmilián Pirner
- 1914–1915: Jan Kotěra
- 1916–1920: Max Švabinský
- 1922–1924: Jan Štursa
- 1924–1926: Max Švabinský
- 1926–1928: Vratislav Nechleba
- 1928–1931: Josef Gočár
- 1931–1933: Vratislav Nechleba
- 1933–1935: Max Švabinský
- 1935–1937: Jakub Obrovský
- 1939–1940: Vratislav Nechleba
- 1945–1946: Vratislav Nechleba
- 1946–1948: Otakar Španiel
- 1948–1950: Karel Pokorný (sochař)
- 1950–1954: Miloslav Holý
- 1954–1958: Jaroslav Fragner
- 1960–1967: Jiří Kotalík
- 1976–1985: Miloš Axman
- 1985–1989: Jan Hána

## Seznam rektorů po roce 1989
- 1990–1996: prof. Milan Knížák[10]
- 1996–2002: doc. PhDr. Jiří T. Kotalík, CSc.[11]
- 14. listopadu 2002 do 1. 2. 2010: prof. Jiří Sopko[12]
- 1. 2. 2010 – 31. 1. 2014 akademik doc. PhDr. Jiří T. Kotalík, CSc.[13]
- 1. 2. 2014 – 31. 1. 2022 prof. MgA. Tomáš Vaněk
- 1. 2. 2022 – 21. 10. 2024 Ing. arch. Maria Topolčanská PhD.[14]
- od 1. 5. 2025 Tomáš Pospiszyl[15]

## Vyučované obory

### Malířství
- Ateliér malby 1 – Robert Šalanda a Jan Kostohryz
- Ateliér malby 2 – Milan Mikuláštík, Julius Reichel a Aleš Zapletal
- Ateliér malby 3 – Josef Bolf a Jakub Hošek, asistentka Nik Timková
- Ateliér malby 4 – Marek Meduna a Petr Dub

### Kresba a grafika
- Ateliér kresby – Alice Nikitinová a Matěj Smetana
- Ateliér grafiky 1 – David Böhm, asistent Slavomíra Ondrušová
- Ateliér grafiky 2 – Vladimír Kokolia,[16] asistentka Eva Červená

### Sochařství
- Ateliér sochy 1 – Maruša Sagadin, asistenti Erika Velická a Michal Cimala [17]
- Ateliér sochy 2 – Tomáš Hlavina[18] a Jimena Mendoza
- Ateliér figurální sochy a medaile – Vojtěch Míča[19], asistentky Milada Othová a Kateřina Komm

### Intermediální tvorba
- Ateliér intermédií 1 – Milena Dopitová[20], asistenti Hana Smělá a Ondřej Bezucha
- Ateliér intermédií 2 – Dušan Zahoranský[21] a Pavla Sceranková[22], asistent Roman Štětina
- Ateliér intermédií 3 – Tomáš Vaněk,[23] asistenti Jiří Havlíček

### Nová média
- Ateliér nových médií 1[24] – Tomáš Svoboda, asistenti Jaromír Pesr a Michal Ormandík
- Ateliér nových médií 2[25] – Kateřina Olivová a Darina Alster, asistent Viktor Takáč

### Restaurování výtvarných děl malířských
- Ateliér restaurování malby a polychromované plastiky – Adam Pokorný, asistentky Denisa Cirmaciová, Markéta Pavlíková, Theodora Popová, Lenka Zamrazilová
- Ateliér restaurování sochy – Jan Kracík, asistentky a asistenti Jiřina Přikrylová, Eva Míčková, Ondřej Šimek, Tomáš Otoupal

### Architektonická tvorba
- Ateliér architektury – Miroslav Šik, odborná asistentka Anna Svobodová a Lenka Milerová

### Výuka večerního figurálního kreslení a malířská a sochařská přípravka
Radim Langer, Ondřej Basjuk

## Kurzy a přednášky pro veřejnost

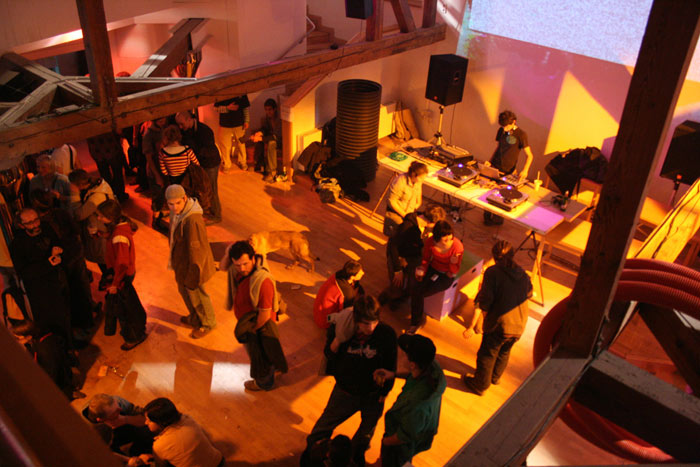
Digitální laboratoř AVU- aula
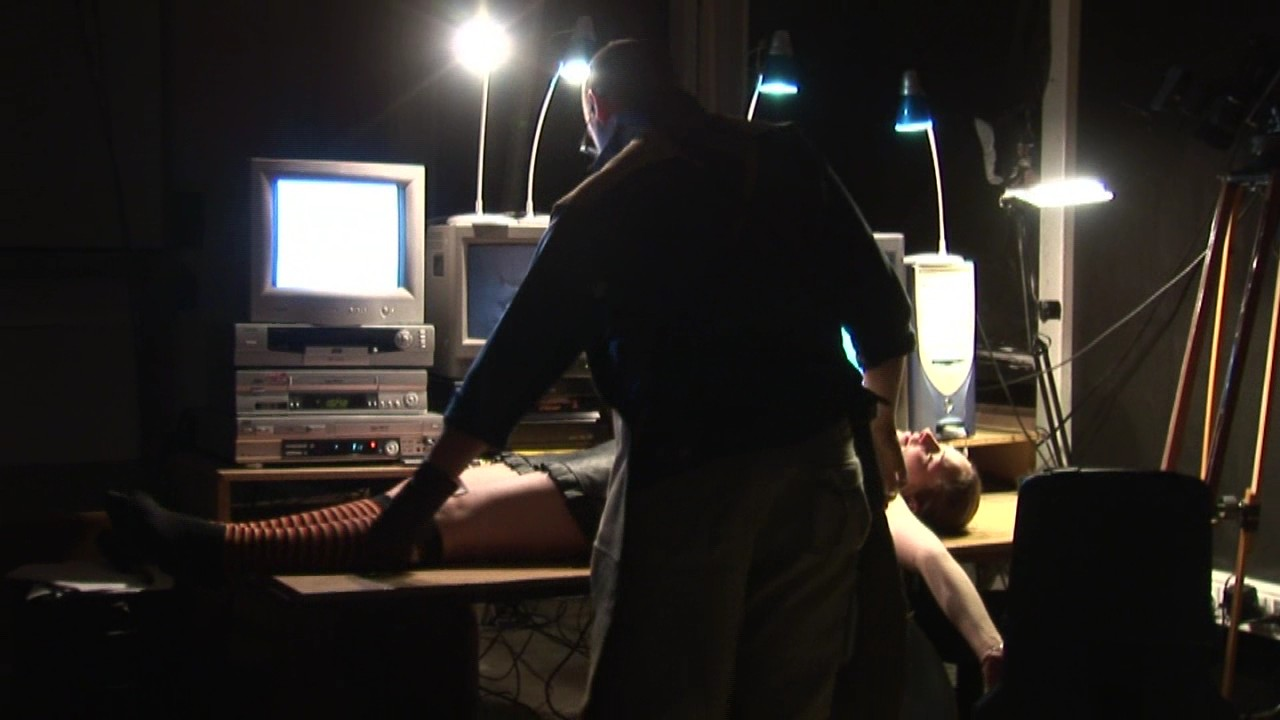
Digitální laboratoř AVU

- Digilab AVU[26]
- Večerní kreslení pro veřejnost
- Grafické techniky[27]
- Celoživotní vzdělávání v oboru restaurování malířských děl
- Celoživotní vzdělávání v oboru restaurování sochařských děl
- Letní akademie[28]
- Letní akademie pro děti[29]

## Galerie AVU
Od roku 1993 provozovala AVU vlastní galerii jako výstavní prostor pro veřejnost, který sloužil pro studentům a jejich hostům jako „testovací“. Studenti si zde mohli vyzkoušet přípravu výstavy od počátku do konce, tedy kurátorsky, instalačně, propagačně. Každoročně se tu uskutečnilo až 20 výstav naprosto rozličného zaměření. Od roku 2021 funguje v prostoru POP-UP Galerie AVU v Praze 3 na Žižkově, výstavní program se zaměřuje na propojení současné akademické obce a alumni AVU s umělci z dalších výtvarných škol, spolupráci se zahraničními výtvarnými školami či na mezigenerační propojení. Od roku 2021 si POP-UP Galerie AVU vydobyla místo mezi galeriemi současného umění. 
- Otevírací doba Út– So 13.00 – 18.00 hod.

## Diplomanti AVU
Každoročně na konci akademického roku probíhá výstava absolventů všech oborů a prezentuje tak aktuální práce průměrně 50 umělců. Od roku 2018 se výstava diplomantů koná ve všech budovách Akademie výtvarných umění v Praze. K výstavě vychází pravidelně barevný katalog. Výstava je spojena s promocí diplomantů, která se pravidelně koná v prostorách Anežského kláštera.

## Významní absolventi AVU (výběr)

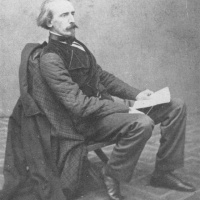
Josef Mánes, absolvent 1842
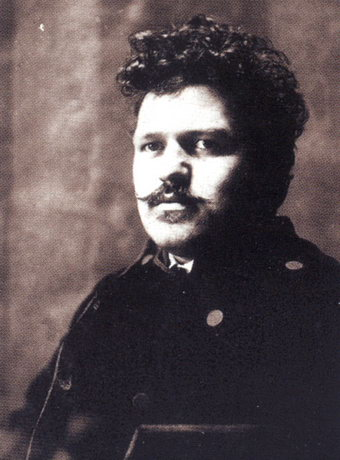
Antonín Slavíček, absolvent 1893
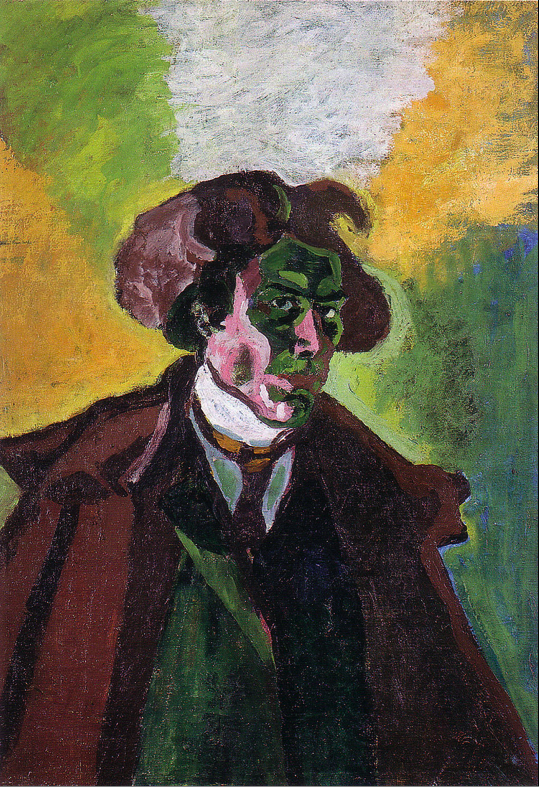
Bohumil Kubišta, absolvent 1906
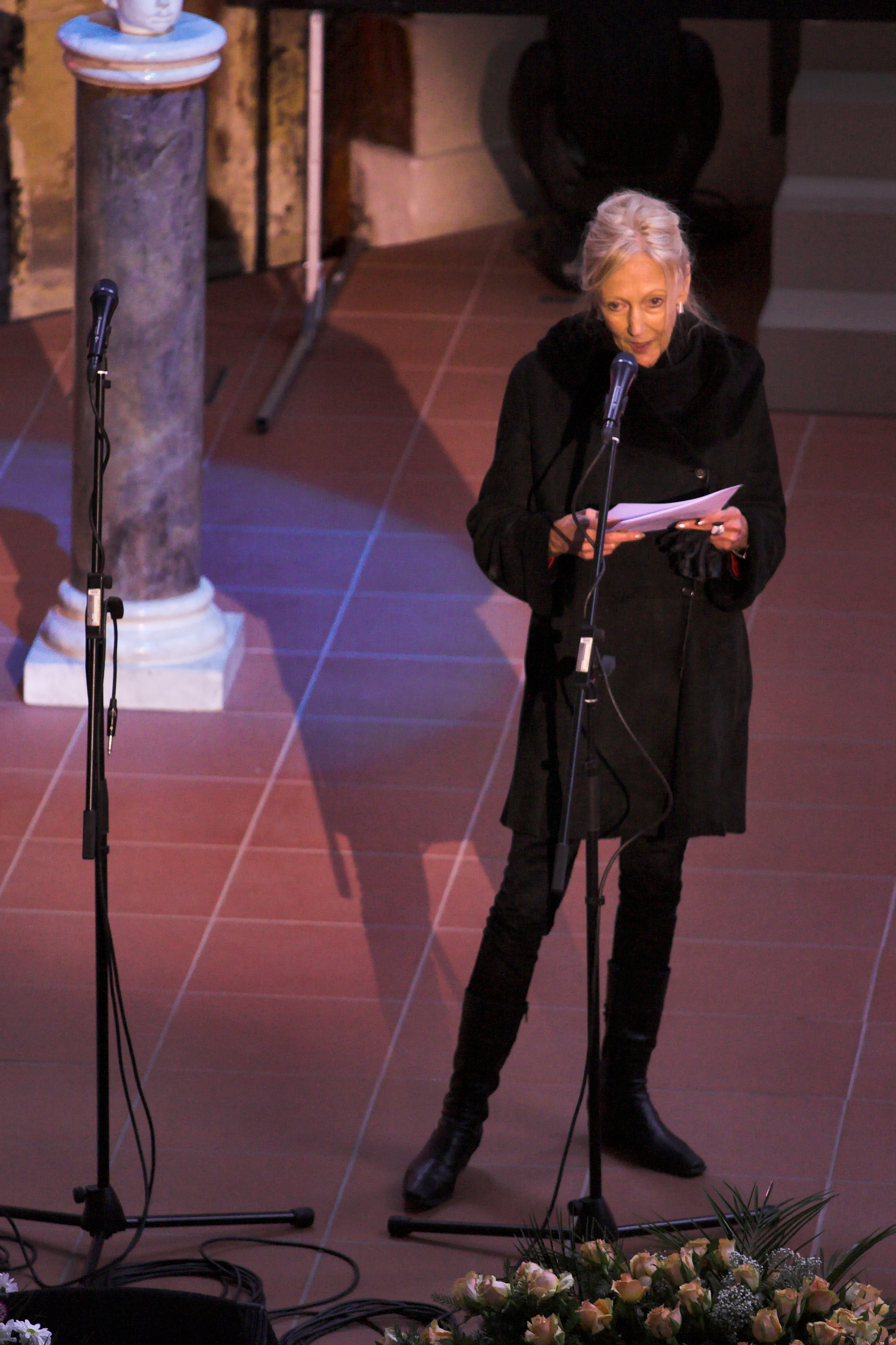
Eva Jiřičná, studium architektury, 1965–1967

- Antonín Mánes: 1806–1813, prof. Karel Postl, od r. 1836 profesor na AVU[30]
- Josef Mánes: 1835–1842, prof. Christian Ruben, Tkadlík František (uvádí se někdy i jako Kadlík), Antonín Mánes...
- Julius Mařák: 1852–1953 prof. M. Haushofer, v letech 1853–55 Mnichov profesor L. Rottmann, prof. Eduard Schleich
- Václav Brožík: 1868–1975 (79?) prof. Antonín Lhota, Emanuel Rom, Jan Emil Lauffer
- Mikoláš Aleš: 1869–1876, prof. Josef Matyas Trenkwald, Jan Sweerts. Vyloučen kvůli účasti na Woltmannově aféře[31]
- Josef Václav Myslbek: 1868–1871, malířský atelier, prof. Josef Matyáš Trenkwald, 1872–1973 studium v Drážďanech
- Maxmilián Pirner: 1872–1874 prof. M. Trenkwald, od r. 1896 profesor AVU[32]
- Antonín Chittussi: 1873–1878 prof. J. Trenkwald a J. Swerts
- Luděk Marold: 1881–1882, prof. F. Čermák a F. Sequens
- Max Švabinský: 1891–1998, prof. M. Pirner, J. Mařák a E. Karl, 1910–1939 profesor na AVU a rektor
- František Kupka: 1887–1891, prof. František Sequens
- Antonín Slavíček: 1887–1893, prof. Julius Mařák
- František Kaván: 1890–1994, prof. Julius Mařák
- Jan Honsa: 1893–1900, prof. Julius Mařák
- Josef Mařatka: 1896–1899: prof. Josef Václav Myslbek
- Emil Filla: 1903–1906, prof. Franz Thiele, prof. Vlaho Bukovac
- Otakar Španiel: 1902–1904, prof. Josef Václav Myslbek
- Jan Štursa: 1899–1904, prof. Josef Václav Myslbek, v letech 1908–1914: asistentem u prof. Myslbeka
- Willi Nowak: 1903–1906, prof. František Thiele
- Bohumil Kubišta: 1904–1906, prof. Vlaho Bukovac
- Josef Šíma: 1911–1914, prof. Vlaho Bukovace, prof. Jan Preisler v letech 1918–1922 asistentem
- Kamil Roškot: 1911–1914, 1918–1922, prof. Švabinský, prof. Jan Kotěra[33]
- Jindřich Štyrský: 1918–1921, prof. Max Švabinský
- Otakar Švec: 1912 (?)–19, prof. Josef Václav Myslbek a asistent Jan Štursa – medaile
- Bohuslav Fuchs: 1916–1919, prof. Jan Kotěra
- Vincenc Makovský: 1919–1926, prof. Jakub Obrovský, Krattner K., Štursa J., Bohuslav Kafka
- Mikuláš Medek: 1945–1946, poté UMPRUM, r. 1949 z politických důvodů vyloučen[34]
- Hugo Demartini: 1949–1954, prof. Jan Lauda
- Jan Koblasa: 1952–1958, v letech 2002–2005 prof. na AVU[35]
- Aleš Veselý: 1952–1956, od r. 1990–2005 prof. na AVU
- Karel Malich: 1945–1949, absolvoval az v r. 1953, prof. Vladimír Silovský.[36]
- Jiří Karmazín: 1957–1963, prof V. Rada, od r. 1971 prof. na AVU, 1986 docent
- Antonín Málek: 1957–1963 (prof. V. Rada a K. Soucek), 1963–1964 čestný rok na AVU v Praze (prof. Karel Souček)
- Zdeněk Beran: 1956–1962 (prof. V Sychra) od. r. 1990 prof. na AVU[37]
- Jiří Načeradský: 1957–1963, prof.V. Rady. 1990 docent, 1991 profesor monumentální malby (do 1992).[38]
- Jiří Sopko: 1960–1966, prof. Hornik J., Pelc A. V letech 1969–1971 asistent na AVU v atelieru J. Smetany. Od r. 1990 profesor AVU. Od r. 2002–2010 rektor AVU.[39]
- Eva Jiřičná: 1965–1967, prof. Jaroslav Fragner[40]
- Martin Rajniš: 1969–1971, prof. František Cubr[41]
- Magdalena Jetelová: 1965–1971 (1970?) prof. Karel Hladik

## Akademie výtvarných umění apopulární kultura
- Christian Duguay použil prostory Akademie ve svém filmu Vzestup Zla (The Rise of Evil) v roce 2003.
- Zdeněk Burian ilustrátor, grafik, jeho kresby byly použity Petrem Sadeckým v komiksu Octobriana: 1919–1921, prof: Max Švabinský, Jan Goth; přijat ve 14 letech do druhého ročníku.
- Jan Antonín Pacák hudebník a výtvarník kapely Olympic: 1959–1965, prof. Vojtěch Tittelbach a prof. Arnošt Paderlík[42]
- Theodor Pištěk filmový výtvarník: 1953–1957, u prof. Vratislava Nechleby[43]
- Jaroslav Papoušek natočil v roce 1968 film Nejkrásnější Věk, který se odehrával na Akademii, v sochařském ateliéru.